# Guarino de Montaigú
Guarino de Montaigú fue un noble de Auvernia que sirvió como Gran maestre de la Orden de Malta de 1207 a 1227 o 1228. Era hermano de Pedro de Montaigú, y como él participó en la Quinta Cruzada.
Socorrió a los cristianos de Armenia contra Solimán, y ayudó a levantar el cerco a Acre del sultán de Damasco. La conquista de Damieta le dio prestigio y recorrió Europa en busca de ayuda. De vuelta a Tierra Santa, encontró enfrentamientos entre cristianos, sobre todo entre hospitalarios y templarios. En 1228 pidió al papa romper la tregua con los musulmanes, y ese mismo año, se negó a rendirse y ayudar al ejército de Federico II. 
Falleció en Palestina en 1230.